# Breeders' Cup Turf Sprint
Breeders' Cup Turf Sprint, är ett galopplöp i löpserien Breeders' Cup, som drivs av Breeders' Cup Limited, ett företag som bildades 1982. Det är ett Grupp 1-löp, det vill säga ett löp av högsta internationella klass. Första upplagan av Breeders' Cup Turf Sprint reds 2008, och löpet rids idag på en distans mellan 5 och 6,5 furlongs. Den samlade prissumman i löpet är 1 miljon dollar.

## Segrare
| År   | Häst               | Ålder | Jockey            | Tränare        | Grupp |
| ---- | ------------------ | ----- | ----------------- | -------------- | ----- |
| 2022 | Caravel            | 5     | Tyler Gaffalione  | Brad H. Cox    | I     |
| 2021 | Golden Pal         | 3     | Irad Ortiz Jr.    | Wesley Ward    | I     |
| 2020 | Glass Slippers     | 4     | Tom Eaves         | Kevin Ryan     | I     |
| 2019 | Belvoir Bay        | 6     | Javier Castellano | Peter Miller   | I     |
| 2018 | Stormy Liberal     | 6     | Drayden Van Dyke  | Peter Miller   | I     |
| 2017 | Stormy Liberal     | 5     | Joel Rosario      | Peter Miller   | I     |
| 2016 | Obviously          | 8     | Flavien Prat      | Philip D'Amato | I     |
| 2015 | Mongolian Saturday | 5     | Florent Geroux    | Enebish Ganbat | I     |
| 2014 | Bobby's Kitten     | 3     | Joel Rosario      | Chad Brown     | I     |
| 2013 | Mizdirection       | 5     | Mike Smith        | Mike Puype     | I     |
| 2012 | Mizdirection       | 4     | Mike Smith        | Mike Puype     | I     |
| 2011 | Regally Ready      | 4     | Corey Nakatani    | Steve Asmussen | II    |
| 2010 | Chamberlain Bridge | 6     | Jamie Theriot     | Bret Calhoun   | II    |
| 2009 | California Flag    | 5     | Joe Talamo        | Brian Koriner  |       |
| 2008 | Desert Code        | 4     | Richard Migliore  | David Hofmans  |       |